# Sky High (2005)
Sky High is een Amerikaanse film uit 2005 onder regie van Mike Mitchell. Hoofdrollen worden vertolkt door Michael Angarano, Danielle Panabaker en Mary Elizabeth Winstead.

## Verhaal
De film draait om Will Stronghold, de zoon van de twee grootste superhelden ooit: The Commander en Jetstream. Zijn ouders hebben hoge verwachtingen van hem en sturen hem daarom naar Sky High; een speciale school op een zwevend plateau waar de volgende generatie superhelden wordt opgeleid. Eenmaal op school blijkt Will echter niet de kwaliteiten te hebben om een echte held te worden, en hij belandt bij de hulpjes; studenten die later hooguit assistent van een andere held zullen worden.
Op school krijgt Will een relatie met Gwen. Zij ziet hem eerst niet staan, maar dat verandert wanneer ze ontdekt dat hij de zoon is van The Commander en Jetstream. Will wordt tevens vrienden met enkele buitenbeentjes op school. Ze wil samen met Will een reünie organiseren voor oud-studenten, waaronder Will’s ouders. Tevens haalt ze Will over om haar de geheime kamer van zijn familie, waar alle trofeeën van hun vele gevechten met superschurken staan, te laten zien. Een van de voorwerpen in de kamer is de pacifier; een apparaat dat iedereen in een baby kan veranderen. Het was ooit het wapen van Royal Pain; een beruchte superschurk die door Wills ouders is verslagen.
Wanneer de dag van de reünie nadert wordt de pacifier gestolen uit de kamer. Tevens ontdekt Will dat Gwen sterk lijkt op de jonge Royal Pain. Hij denkt in eerste instantie dat Gwen Royal Pain’s dochter is die nu uit is op wraak voor wat haar moeder is aangedaan, maar ontdekt later dat ze Royal Pain zelf is. Ze is door een ongeluk met haar eigen pacifier zelf jaren terug weer in een baby veranderd en toen heropgevoed door haar handlanger. Ze wil nog altijd wraak op Will’s ouders en alle andere helden waarmee ze vroeger op de school zat. Haar plan is om ze allemaal in baby´s te veranderen en op te voeden tot een leger superschurken.
Royal Pain zet haar plan in werking en alleen Will en zijn vrienden kunnen aan haar ontkomen. Terwijl Will met Royal Pain vecht, verslaan de andere hulpjes haar handlangers en stoppen haar plan. Tevens voorkomen ze dat ze de school laat neerstorten op aarde. Royal Pain wordt gevangen en het effect van de pacifier ongedaan gemaakt.
Na dit alles krijgen de hulpjes eindelijk erkenning van de andere studenten.

## Rolverdeling
| Acteur                  | Personage                      |
| ----------------------- | ------------------------------ |
| Michael Angarano        | Will Stronghold                |
| Kurt Russell            | Steve Stronghold/The Commander |
| Kelly Preston           | Josie Stronghold/Jetstream     |
| Danielle Panabaker      | Layla Williams                 |
| Kevin Heffernan         | Ron Wilson                     |
| Kelly Vitz              | Magenta                        |
| Mary Elizabeth Winstead | Gwen Grayson/Royal Pain        |
| Nicholas Braun          | Zach                           |
| Jake Sandvig            | Lash                           |
| Patrick Warburton       | Royal Pain (stem)              |

## Achtergrond

### Productie
Het idee voor een school voor de kinderen van superhelden werd oorspronkelijk bedacht door Paul Hernandez in de jaren 90. Disney liet dit idee uitwerken tot een scenario door Mark McCorkle en Bob Schooley. Tevens werden enkele komieken ingehuurd voor de bijrollen, zoals Kevin McDonald, Dave Foley en Kevin Heffernan. De filmploeg bestond uit acteurs met al enige ervaring en nieuwe acteurs. Michael Angarano en Mary Elizabeth Winstead waren al bekende acteurs, maar Danielle Panabaker was nog grotendeels onbekend en Steven Strait maakte met de film zijn debuut.
Voor de buitenscènes bij de school werd de Oviatt bibliotheek bij CSU Northridge gebruikt.

### Filmmuziek
1. "I Melt with You" – Bowling for Soup (Origineel door: Modern English)
2. "Through Being Cool" – They Might Be Giants (Origineel door: Devo)
3. "Save It For Later" – Flashlight Brown (Origineel door: The Beat)
4. "Everybody Wants To Rule The World" – Christian Burns (Origineel door: Tears for Fears)
5. "One Thing Leads To Another" – Steven Strait (Origineel door: The Fixx)
6. "Lies" – The Click Five (Origineel door: Thompson Twins)
7. "Voices Carry" – Vitamin C (Origineel door: 'Til Tuesday)
8. "Please, Please, Please Let Me Get What I Want" – Elefant (Origineel door: The Smiths)
9. "True" – Cary Brothers (Origineel door: Spandau Ballet)
10. "Just What I Needed" – Caleigh Peters (Origineel door: The Cars)
11. "Can't Stop The World" – Ginger Sling (Origineel door: The Go-Go's)
12. "And She Was" – Keaton Simons (Origineel door: Talking Heads)
13. "Twist And Crawl" – Skindred (Origineel door: The Beat)

### Ontvangst
De film werd redelijk tot goed ontvangen. Op Rotten Tomatoes scoorde Sky High anno 2015 73% aan goede beoordelingen van critici en 57% van het publiek. De film had een wereldwijde opbrengst van 86 miljoen dollar.

## Prijzen en nominaties
In 2006 werd “Sky High” genomineerd voor een Young Artist Award in de categorie “beste familiefilm – comedy of musical”.